# Liste der Bodendenkmäler in Wiedergeltingen
Auf dieser Seite sind die Bodendenkmäler in der schwäbischen Gemeinde Wiedergeltingen zusammengestellt. Diese Tabelle ist eine Teilliste der Liste der Bodendenkmäler in Bayern. Grundlage ist die Bayerische Denkmalliste, die auf Basis des Bayerischen Denkmalschutzgesetzes vom 1. Oktober 1973 erstmals erstellt wurde und seither durch das Bayerische Landesamt für Denkmalpflege geführt wird. Die folgenden Angaben ersetzen nicht die rechtsverbindliche Auskunft der Denkmalschutzbehörde.

## Bodendenkmäler der Gemeinde Wiedergeltingen

### Bodendenkmäler in der Gemarkung Wiedergeltingen
| Lage                       | Objekt | Akten-Nr.     | Bild |
| -------------------------- | --- | ------------- | ---- |
| Wiedergeltingen (Standort) | Siedlung der römischen Kaiserzeit. | D-7-7929-0108 |      |
| Wiedergeltingen (Standort) | Grabhügel der Hallstattzeit. | D-7-7930-0002 |      |
| Wiedergeltingen (Standort) | Grabhügel der Hallstattzeit. | D-7-7930-0003 |      |
| Wiedergeltingen (Standort) | Burgstall des Mittelalters. | D-7-7930-0004 |      |
| Wiedergeltingen (Standort) | Siedlung der Hallstattzeit und Herrschaftssitz des frühen Mittelalters.                                                                                       | D-7-7930-0005 |      |
| Wiedergeltingen (Standort) | Siedlung der Bronzezeit sowie Siedlung und Bestattungsplatz des Mittelalters.                                                                                 | D-7-7930-0006 |      |
| Wiedergeltingen (Standort) | Mittelalterliche und frühneuzeitliche Befunde im Bereich der Katholischen Pfarrkirche St. Nikolaus in Wiedergeltingen und ihrer Vorgängerbauten mit Friedhof. | D-7-7930-0009 |      |
| Wiedergeltingen (Standort) | Siedlung der römischen Kaiserzeit. | D-7-7930-0070 |      |